# Cerro Capitán Ustarez
Cerro Capitán Ustárez, también llamado Cerro Cabrera, es un cerro limítrofe ubicado entre las repúblicas de Bolivia y Paraguay. En la parte boliviana, el cerro forma parte del Parque nacional y área natural de manejo integrado Kaa Iya del Gran Chaco.

## Ubicación
Se encuentra ubicado entre los departamento de Santa Cruz (Bolivia) y Alto Paraguay (Paraguay), sirviendo de límite internacional desde su punto más alto a 616 m. La mayor parte del cerro queda dentro de territorio paraguayo, quedando solo una pequeña parte en territorio boliviano. Del lado paraguayo recibe el nombre de Cerro Cabrera.